# Gestüt Römerhof
Das Gestüt Römerhof wurde von dem Berliner Bankier Georg von Bleichröder, dem Besitzer des Lechenicher Schlosses, gegründet. Es gehörte nach wenigen Jahren zu den führenden Vollblut-Gestüten Europas.

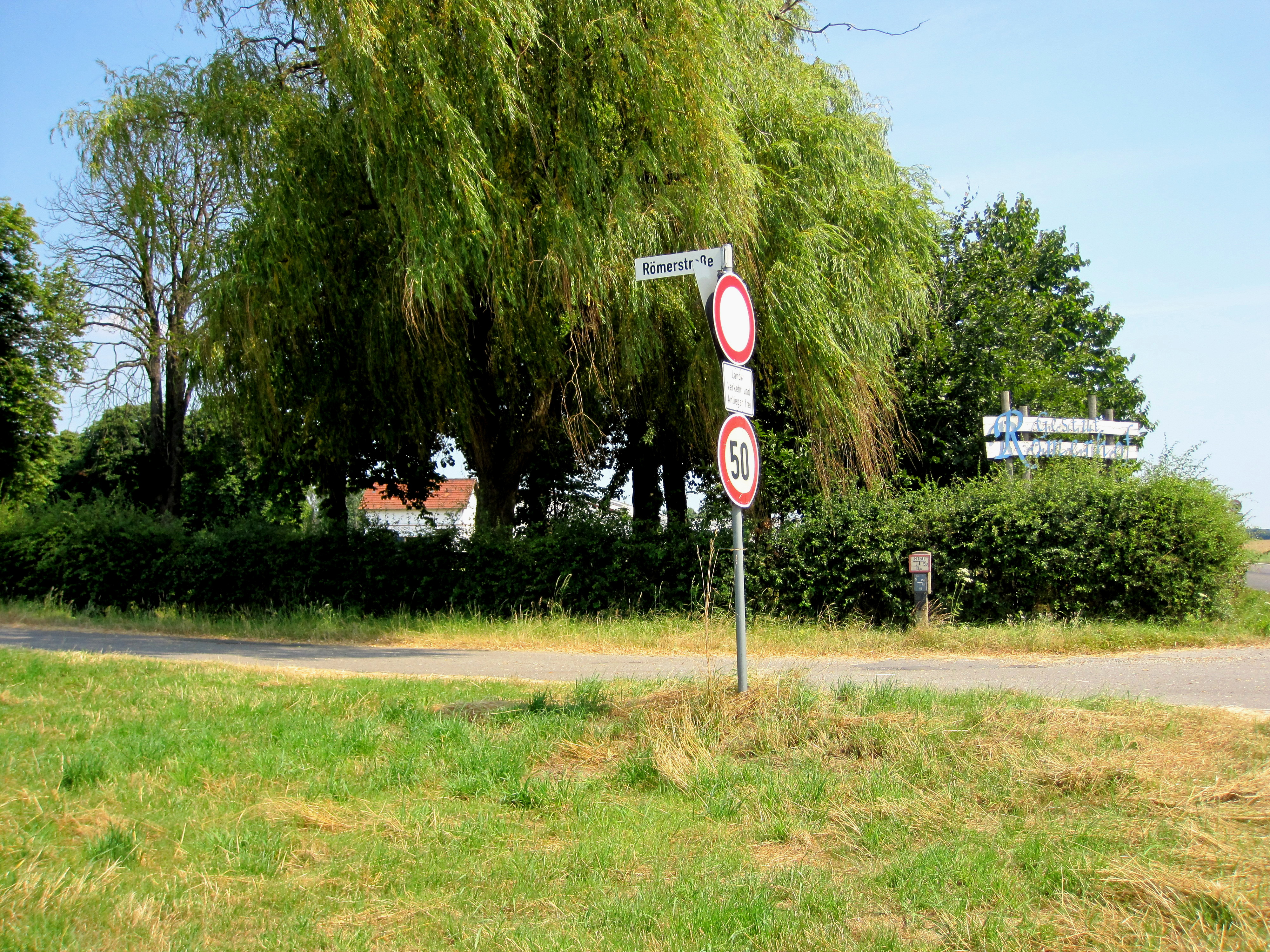
Gestüt Römerhof

## Geschichte

### Gestüt Römerhof unter Georg von Bleichröder
Ende 1894 erwarb Georg von Bleichröder den etwa zwei Kilometer von Lechenich entfernt an der alten Römerstraße Trier–Köln, heute Agrippa-Straße Köln–Trier, gelegenen Gutshof „Römerhof“, um dort auf einem etwa 35 ha großen Gelände Rennpferde zu halten und Vollblutpferde zu züchten. Die bisherige Bezeichnung übertrug er auf sein Gestüt, das den Namen v. Bleichrödersche Gestüts Direction Römerhof bei Lechenich Rheinpreußen trug.
Bei einer Besichtigungsreise zu führenden englischen und französischen Gestüten lernte Bleichröder die neuesten Standards kennen, die er an seinem Gestüt umsetzte. Als Vorbild für die Gesamtanlage dienten ihm Gestüte in Childwick (Grafschaft Hertfordshire) und in Lormoy (Département Essonne). Auf die Ausstattung der Ställe legte Bleichröder großen Wert. Nachdem er durch die Oberpostverwaltung in Köln die Genehmigung zur Verlegung einer Telefonverbindung zwischen dem Schloss und dem Gestüt erhalten hatte, ließ er sie auf eigene Kosten errichten. Jeder Stall erhielt einen Telefonanschluss zur Wohnung des Reitknechtes, so dass im Bedarfsfall der Gestütsleiter sofort benachrichtigt werden konnte. Ferner wurden alle Boxen in den Stallungen durch eine hauseigene Stromanlage beleuchtet. Der Stall für die Beschäler lag neben der Wohnung des Gestütsleiters. Dem Gestüt gegenüber an der Römerstraße lagen die neu erbauten Häuser für die Beschäftigten mit einer Kantinenwirtschaft.
Die Außenanlage war in neun Paddocks von je etwa zwei Hektar Größe unterteilt, die durch Wege voneinander getrennt waren. An der Außenseite verlief eine Galoppierbahn. Die Anlage verfügte über eine überdachte, durch Oberlicht erhellte Reitbahn für die Jährlinge und die überwinternden Rennpferde.
Seit 1902 besaß das Gestüt auch einen Anschluss an die kommunale Wasserleitung, die Ställe und Wohnungen versorgte, aber auch die Paddocks und die Rennbahn umzog. Sie diente auch zur Berieselung der Rennbahn, für die in Verbindung mit der elektrischen Anlage eine Pumpstation vorhanden war.
Innerhalb eines Jahres entstand eine erstklassige moderne Anlage, die wie Gestüt Schlenderhan zu den führenden Europas gehörte.
Die 1896 begonnene Pferdezucht, überwiegend mit englischen Zuchtpferden, die er in England kaufte, brachte ihm schon nach zwei Jahren bei Galopprennen große Erfolge.

### Gestüt Römerhof unter den Nachfolgern Bleichröders
Nach dem Tode Georg von Bleichröders 1902 ging das Gestüt an die Erbengemeinschaft Bleichröder über, vertreten durch Georgs Bruder James von Bleichröder. Im September 1905 verkaufte die Familie Bleichröder das Gestüt Römerhof an die Preußische Gestütsverwaltung. Es wurde eine Dependance des Graditzer Gestüts. Von den auf dem Römerhof eingestellten Graditzer Pferden wurden mehrere Sieger bei Rennsportveranstaltungen wie dem Deutschen Derby. Bis zum Jahre 1909 wurde das Gelände auf etwa 50 ha erweitert.
Nach dem Ersten Weltkrieg diente der Römerhof in den ersten Jahren der Besatzungszeit der britischen Armee zur Unterbringung ihrer Pferde.
Von 1925 bis 1933 pachtete Leo Lewin das Gestüt. Unter ihm erreichte der Römerhof wieder seine alte Bedeutung in der Vollblutzucht. Durch die jährlich auf dem Gestüt veranstaltete Auktion von Jährlingen, die Höchstpreise erbrachten, wurde der Römerhof zum führenden Auktionsgestüt in Deutschland.
Nach 1933 wechselten die Pächter mehrfach. Gegen Ende des Zweiten Weltkrieges wurden die Pferde in das Hoppegartener Union-Gestüt gebracht.
Nach dem Ende des Zweiten Weltkrieges kam das Gestüt in den Besitz des Landes Nordrhein-Westfalen (NRW). Es wurde mit einem Teil der aus Hoppegarten zurückgekehrten Pferde und mit Pferden der Pächter wieder aufgebaut.
Als das Land NRW nach dem Tod des letzten Pächters das Terrain des Gestüts für Siedlungsbau verwenden wollte, gelang es der Familie Andree im Jahre 1955 durch einen Gütertausch das Gestüt zu erwerben, das als Auktions-, Pensions- und Deckgestüt betrieben wird.
Im Jahre 1968 verpachtete die Familie die Hälfte des Areals an den Kölner Züchter Jean Harzheim, dessen Nachkommen 1976 das Gestüt Bona übernahmen. Seit einigen Jahren sind die Pferde dieses Gestüts Pensions-Pferde im Gestüt Erftmühle des Besitzers Heinz Hönning.

## Heutige Anlage

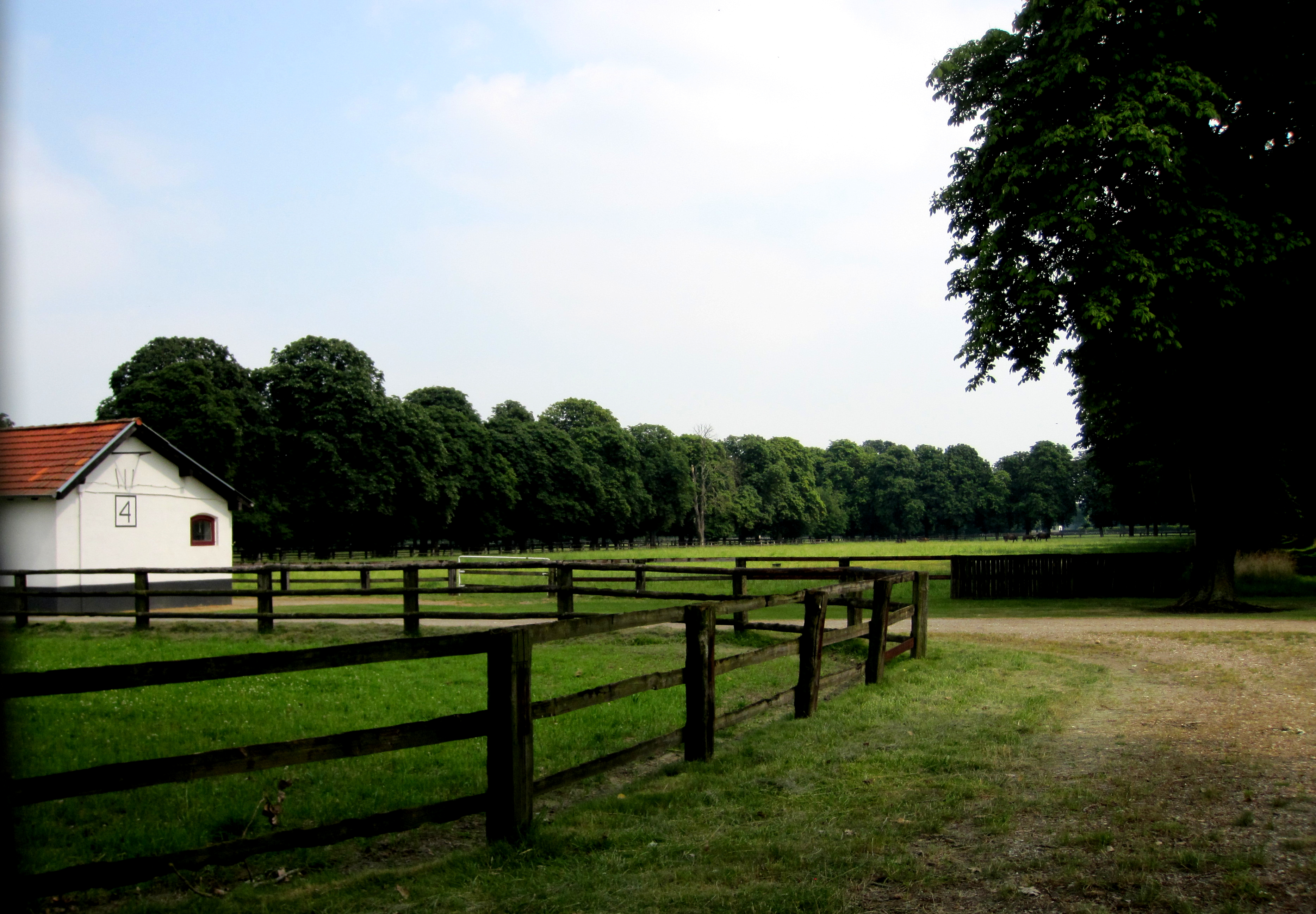
Gestüt Römerhof Koppeln

Das von hohen Hecken umgebene fast dreieckige Areal des Gestüts Römerhof wird begrenzt durch die Römerstraße, die L263 und den Konradsheimer Weg, der im Osten um das Gelände verläuft.
Auf dem Gelände liegen an der Nordseite Wohn-, Verwaltungsgebäude und Stallungen. Weitere Gebäude liegen im Süden der Anlage. Das alte Hengsthaus genügt noch heute den Anforderungen zur Unterbringung der Zuchthengste. Der größte Teil des Terrains ist der Weidebereich. Er ist in Koppeln eingeteilt, zwischen denen Kastanienalleen verlaufen.